# William Seagrove
William Raymond Seagrove (Londra, 2 luglio 1898 – Seaford, 5 giugno 1980) è stato un mezzofondista britannico.

## Palmarès
- Giochi olimpici

Anversa 1920: argento nei 3000 metri a squadre.
Parigi 1924: argento nei 3000 metri a squadre.